# San Juan Bautista (Kalifornia)
San Juan Bautista város az Amerikai Egyesült Államok Kalifornia államában, San Benito megyében. Lakosainak száma 2089 fő (2020. április 1.).

## Népesség
A település népességének változása:

| 2010 | 1 862 |
| 2020 | 2 089 |